# 斯莫爾山
70°30′S 64°42′E / 70.500°S 64.700°E
斯莫爾山（英語：Mount Small）是南極洲的山峰，位於麥克羅伯特森地，屬於查爾斯王子山脈中波爾托斯山脈的一部分，處於克羅恩山西南面，根據澳大利亞探險隊的測量和空中照片繪入地圖，現時由南極條約體系管理。